# Железобетонные изделия

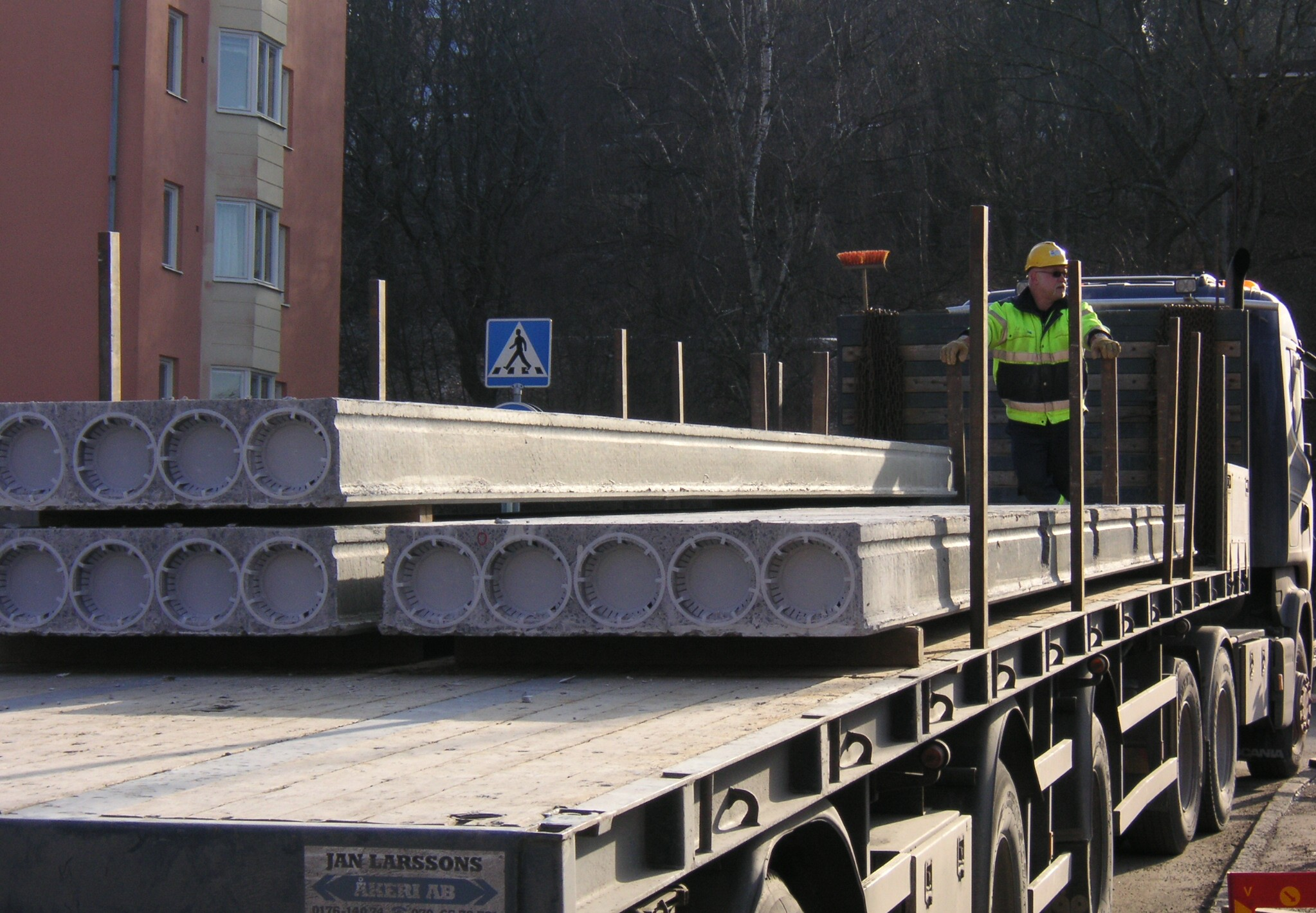
Железобетонные изделия — пустотные плиты перекрытия

Железобето́нные изде́лия (ЖБИ) используются в строительстве для возведения железобетонных конструкций с использованием предварительно изготовленных на заводе ЖБИ конструкций из железобетона.
Железобетонные изделия изготавливаются литьём бетона в формах, в которые заранее помещён арматурный каркас, с последующим затвердеванием бетона. Впоследствии изготовленные таким образом изделия транспортируются к строительной площадке и монтируются. Преимуществом такой технологии в отличие от технологии изготовления железобетонной конструкции целиком на стройплощадке является упрощение контроля качества, так как изделие можно протестировать в условиях цеха, на малой высоте, а также высокая стандартизация изделий. Номенклатура железобетонных изделий разнообразна. Это детали фундаментов, стен, перекрытий, балки, колонны, сваи, железобетонные колодезные кольца и многое другое.
Все производимые ЖБИ делятся на стандартные и нестандартные. Использование стандартных ЖБИ (изготавливаются по ГОСТам) кардинально улучшает экономические показатели всех стадий строительства, начиная с этапа проектирования. Стандартные ЖБИ, в свою очередь, есть как допускающие доработку готового изделия (вырезы, отверстия), так и не допускающие этого.

## Плиты перекрытия
Плиты перекрытия предназначены для выполнения типовых строительных работ: возведение несущих перекрытий в сооружениях различного типа, прокладывания теплотрасс и тоннелей. Производители выпускают широкий ряд типоразмеров панелей, позволяющих подобрать изделие под определенный тип работы.
Изделия изготавливают из высококачественного материала согласно новейшим технологиям, поэтому их часто применяют в возведении сооружений в зоне сейсмической активности. Благодаря особой системе перекрещивания балок и армирования с заполнением бетона, ЖБ конструкции способны выдерживать высокую нагрузку.
Панели перекрытия производятся опалубочным и безопалубочным способом формирования.

### Типы плит перекрытия
Плиты перекрытия изготавливаются двух основных видов: монолитными и с наличием пустот. Наличие пустот позволяет экономить расход бетонной смеси, увеличивая теплопроводность. Технический приём предварительно напряжённого металлической конструкции экономит расход металла[что?]. Для обеспечивания аккуратного внешнего вида, а также для практичности сборки и транспортной логистики на окаймлении изделий образуют фаски с использованием фаскообразователей.
Выделяют шесть типов панелей перекрытия:
- Пустотные;
- Ребристые;
- Полнотелые
- Монолитные;
- Сплошные доборные;
- Облегчённые.

Пустотные плиты используют в качестве несущих конструкций и перекрытий между этажами. Они выдерживают перепады температур, имеют хорошую звукоизоляцию, способствуют противопожарной безопасности. Толщина изделий составляет не менее 22 мм, что обеспечивает защиту от возможных прогибов. Пустотные плиты имеют параллельные отверстия овальной (ПГ), круглой (ПК и ПБ) или квадратной формы.  
Ребристые плиты применяются для возведения крыш большой площади (развлекательные центры, вокзалы, спортивные комплексы). Они имеют форму плоского прямоугольника, с выраженными рёбрами жёсткости. Изделия характеризуются высокой устойчивостью к механическому воздействию. Недостаток плит заключается в отсутствии идеально ровной поверхности. 
Полнотелые плиты имеют большой вес, высокую прочность в сравнении с другими видами продукции ЖБИ. Изделия используются в сооружении зданий, которые нуждаются в повышенных силовых нагрузках в многоэтажном строительстве. 
Панели перекрытия с косыми торцами предназначены для использования в монолитно-каркасном строительстве, а также при возведении сооружений из крупных строительных блоков или кирпича. Изделия характеризуются повышенной звукоизоляцией, небольшим весом и высокой скоростью производства.  
Монолитные плиты представляют собой грубую армоконструкцию[что?], задействуются в многоэтажном жилстроительстве или общепромышленных цехах, которые безостановочно подвергаются высоким вибрационным нагрузкам. 
Сплошные доборные плиты применяются в сооружении несущих конструкций. Они изготавливаются из бетона высокой прочности. Выдерживают вес от 1 до 3 тонн на 1 квадратный метр.                                                                                                                
Облегчённые плиты имеют небольшой вес и многопустотную структуру. Производство изделий выполняется безопалубным[что?] способом с помощью стендовой технологии. Этот метод обеспечивает исключение провисания и прогибов в процессе эксплуатации сооружения.
Экструдерные плиты используются в качестве создания перекрытий в общественных, жилых и производственных сооружениях:
- многоэтажных панельных домов;
- гаражей;
- цокольных этажей одноэтажных конструкций;
- в качестве сборных перекрытий;
- строительстве удлинённых пролётов в офисных зданиях, больницах, школах, торговых центрах, промышленных цехов.

Наличие пустот уменьшает вес изделий (на 3 – 5% меньше, чем у пустотных панелей), экономит расход бетона (до 50% в сравнении с монолитными моделями), расход стали (за счёт натяжения металла). В панелях предусмотрен только один слой преднапряжённой арматуры, исключено её поперечное расположение.
Экструдерные плиты изготавливаются методом беспрерывного безопалубного литья (маркировка ПБ означает плиты без опалубки). Изделия пропускаются через особую формировочную машину, которая равномерно «продавливает» пустоты с помощью пустотообразователей и экструдеров.
Протяжённость плиты равна, поэтому её разрезают согласно различным вариациям. Разрезы выполняются согласно установленным требованиям с помощью лазерного резака. Координационная ширина плит имеет ширину от 270 до 1030мм , от этих показателей зависит количество отверстий в изделии.
Плиты перекрытия армируются стальными тросами. Используемая металлическая проволока имеет небольшой размер сечения, его предварительно подвергают напряжению. В результате этого эксплуатационная прочность плиты увеличивается. Диаметр троса используется с учётом толщины перекрытия: чем толще плита, тем больше диаметр используемого стального троса.
Поверхность готовых плит перекрытия, выполненных эструдерным методом, обрабатывается разглаживающим аппаратом. Это способствует выравниванию плоскости изделий, предупреждает образование поверхностных трещин.

## Бетонные кольца

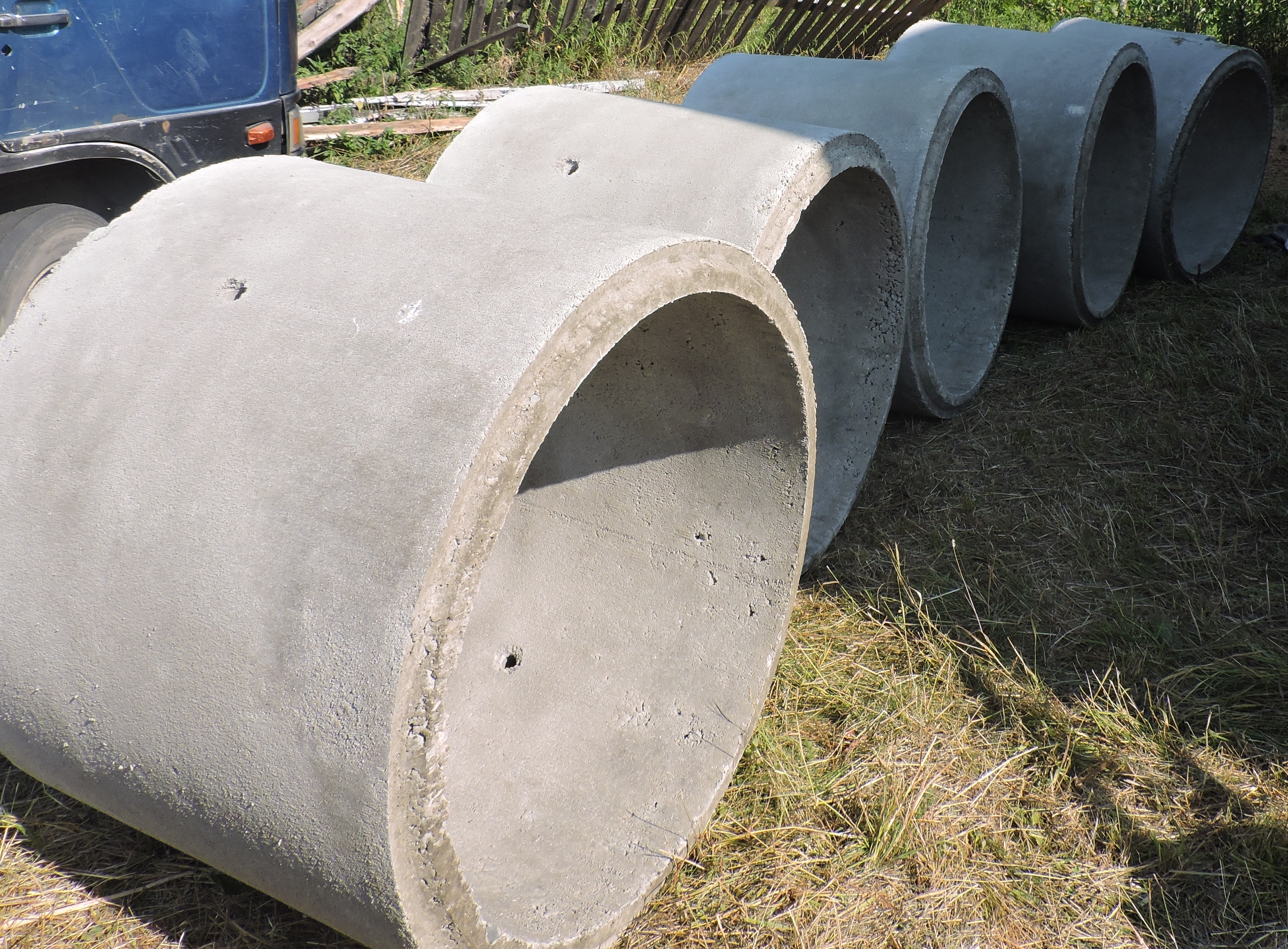
Бетонные кольца с замком

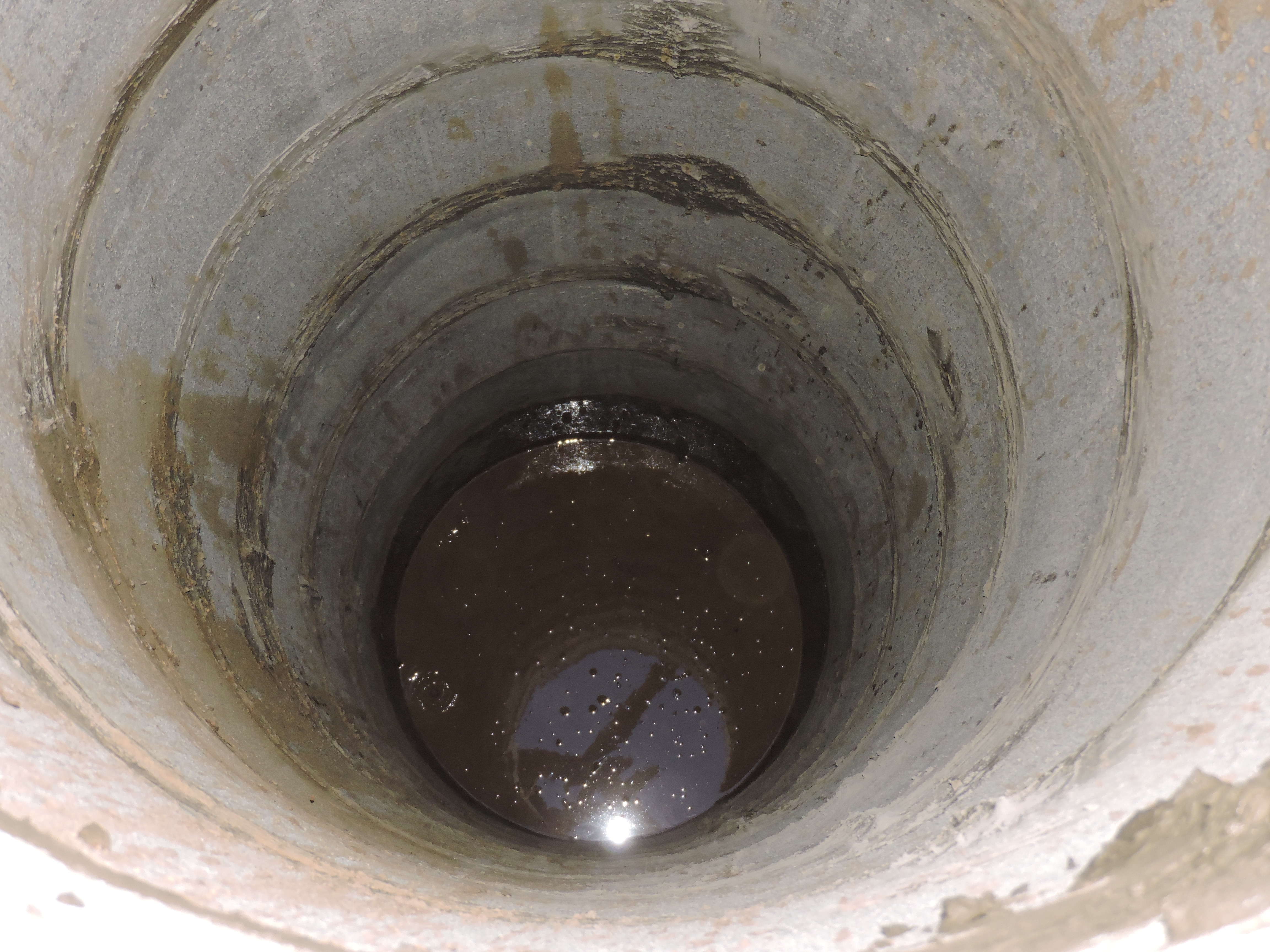
Колодец из железобетонных колец

Бетонные кольца производятся из железобетона и относятся к бетонным конструкциям. Кольцо ЖБИ представляет собой конструкцию в форме цилиндра. Внутри него расположена металлическая сетка (арматура). Кольца изготавливаются нескольких размеров. Кольца имеют высоту, как правило, 0,9 м и отличаются друг от друга диаметром. Например, диаметр кольца КС-10 составляет 1 м, КС-15 – 1,5 м, а КС-20 – 2 м, высота же всех этих колец равна 0,9 м. Это основные типоразмеры. Кольца ЖБИ выпускаются и с другими размерами. Так, например, высота колодезных колец может быть 290 мм, 590 мм, 890 мм.
Кольца колодезные отличаются друг от друга весом, длиною, калибром внутренней и внешней стороны, своими конструктивными характеристиками:
1. Колодезные кольца с плоским торцом используются при создании рабочих камер и колодцев с узкими горловинами. Они имеют гладкую поверхность, поэтому их рекомендуется применять в случае отсутствия потенциальной опасности смещения слоёв грунта, вероятных вибраций или других ситуаций, которые являются следствием деформации конструкции.
2. Колодезные кольца с замком оснащены специальными фальцами, прилегая друг к другу, они обеспечивают плотное соединение элементов, герметичность инженерной конструкции снижает возможность попадания в колодец загрязнений различного рода. Под замками подразумевается особое механическое крепление: на одном кольце предусмотрено углубление, на другом – выступ. Образовавшиеся зазоры герметизируют цементным раствором либо пеньковым жгутом. Эти изделия считаются самыми практичными и качественными.
3. Кольца с крышкой одновременно обеспечивают защиту от проникновения мусора в колодец и значительно экономят время на обустройство конструкции в целом.
4. Кольцо с днищем защищает колодезную конструкцию от заиления. Изделие выполняется в виде кольца стандартной формы, но с одним закрытым торцом. Производители выпускают отдельно днища, которые представляют собой сплошную плиту, в котором отсутствует отверстие для люка. Применяется в качестве основы колодезной конструкции или тупиковых участков туннелей. Изделие является неотъемлемым элементом в обустройстве колодца.
5. Опорные кольца представляют собой стандартной формы изделие. Они применяются для создания фундаментной части колодца. Особенность состоит в его монтаже: оно устанавливается на верхнюю часть (горловину) уже готовой конструкции. Также кольца данного типа используют в тех случаях, когда высота конструкции не совпадает с количеством используемых изделий, например, она выше на 15-[чего?]. Сверху кольца этого типа устанавливаются крышки с люком или без.

## Аэродромные плиты
ГОСТ 25912-2015 "Плиты железобетонные предварительно напряженные для аэродромных покрытий. Технические условия"
ГОСТ 25912.0-91 "Плиты железобетонные предварительно напряженные ПАГ для аэродромных покрытий. Технические условия"
ГОСТ 25912.1-91 "Плиты железобетонные предварительно напряженные ПАГ-14 для аэродромных покрытий. Конструкция"
ГОСТ 25912.2-91 "Плиты железобетонные предварительно напряженные ПАГ-18 для аэродромных покрытий. Конструкция"
ГОСТ 25912.3-91 "Плиты железобетонные предварительно напряженные ПАГ-20 для аэродромных покрытий. Конструкция"

### Размеры аэродромных плит ПАГ
| Марка  | Длина | Ширина | Толщина |
| ------ | ----- | ------ | ------- |
| ПАГ-14 | 6 м   | 2 м    | 14 см   |
| ПАГ-18 | 6 м   | 2 м    | 18 см   |
| ПАГ-20 | 6 м   | 2 м    | 20 см   |